# Château de Mihara
Le château de Mihara (三原城, Mihara-jō), aussi connu sous le nom de château de Ukishiro, est un hirashiro (château en plaine) situé à Mihara, préfecture de Hiroshima, au Japon.

## Histoire
Le château de Mihara fut construit en 1582 par Kobayakawa Takakage pour protéger le littoral du clan Mori. Bâti sur la côte, le château était relié à deux petites îles, ce qui explique son surnom de « Ukishiro » (château flottant). Il possédait trois mottes castrales, trente-deux yagura (poivrières) et quatorze portes. Le tenshu (donjon) ne fut jamais construit bien que ses fondations soient terminées et leurs dimensions laissent penser que cela aurait été le plus grand donjon jamais construit au Japon.
Après que Toyotomi Hideyoshi a conquis Kyūshū, il remercia Takakage pour sa loyauté en lui donnant des terres dans les provinces de Chikuzen, Chikugo et Bizen, en conséquence de quoi il s'installa au château de Najima. Après sa retraite en 1595, il retourna cependant résider au château de Mihara où il mourut en 1597.
Durant la restauration de Meiji, le château de Mihara échappa à la destruction que connurent la plupart des châteaux japonais à cette époque, essentiellement parce qu'il fut utilisé comme base de la marine impériale japonaise. Mais beaucoup de ses murs en pierres furent mis à terre et tous les bâtiments démolis quand la gare de chemin de fer de Mihara fut construite dans le château en 1894 à la suite du déclassement de la base navale. La démolition fut complète quand, en 1975, une gare du Shinkansen et les voies coupèrent en deux ce qui restait du site.

## Aujourd'hui
Les ruines sont préservées dans un parc bien que la présence du Shinkansen gêne la promenade autour des restes du château. La base du tenshu est toujours en place et il est possible de s'y tenir et d'avoir une belle vue sur la ville de Mihara.

## Galerie

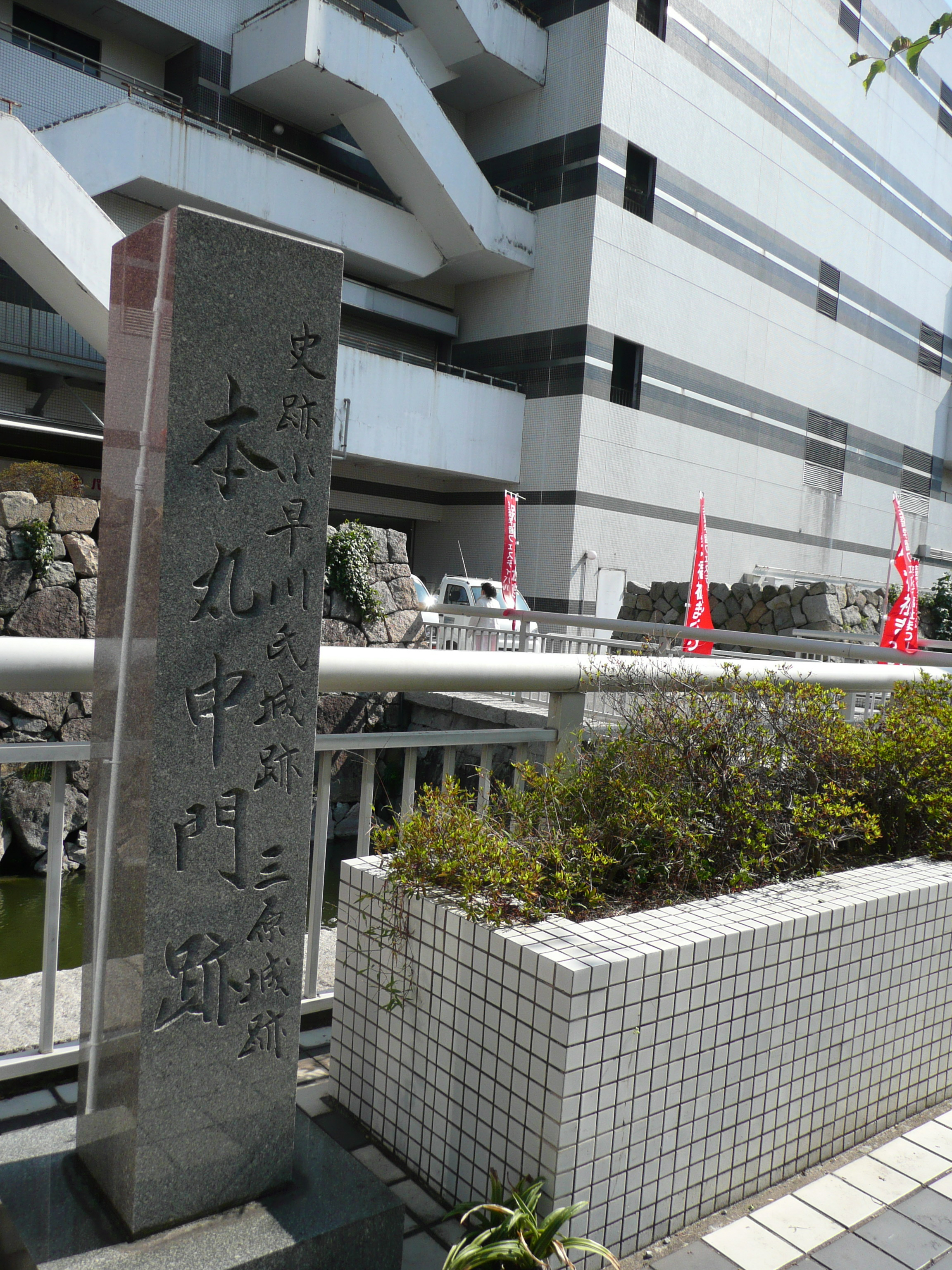
Indicateur à la porte du centre du château.
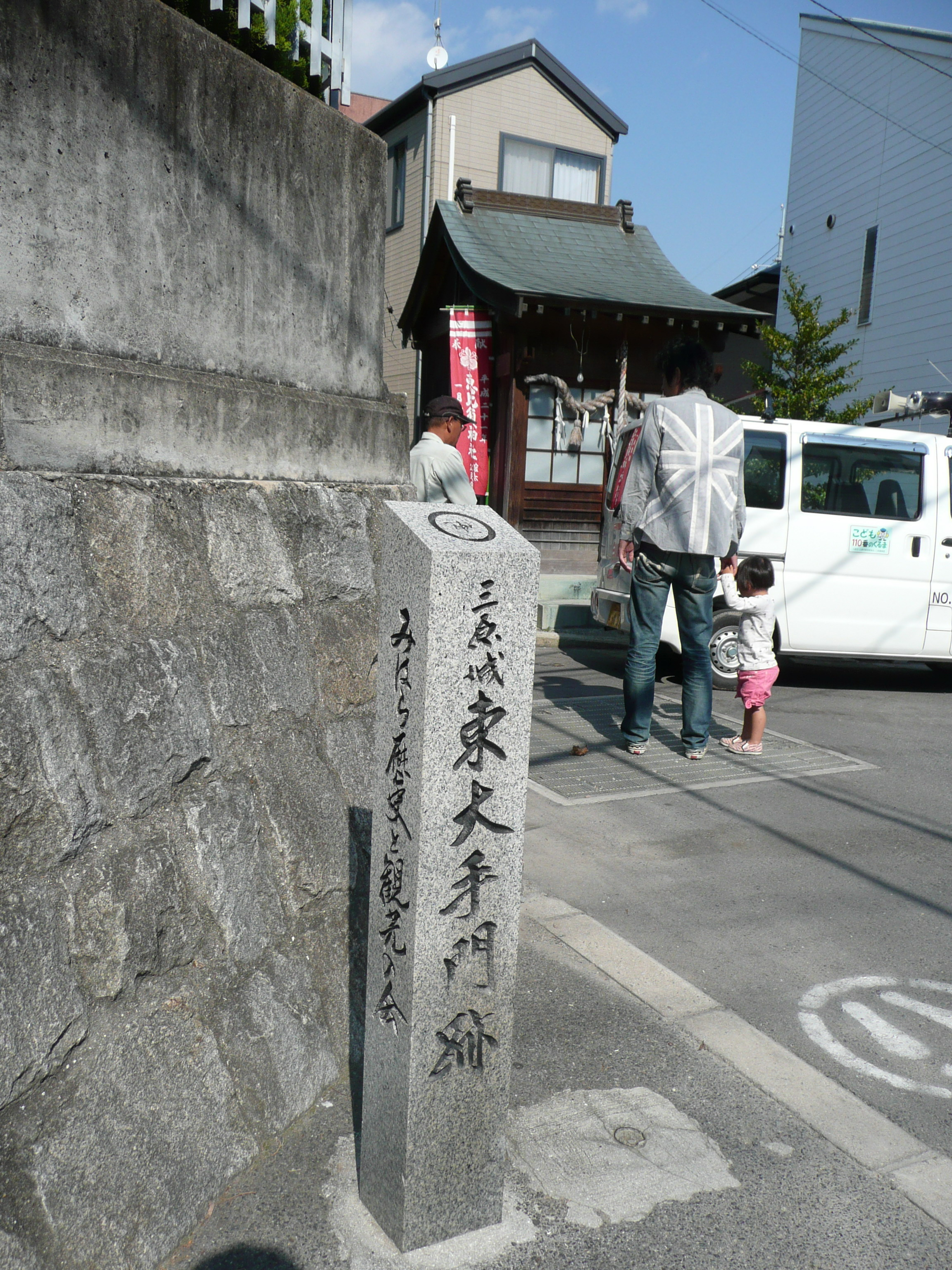
Indicateur à la porte est.
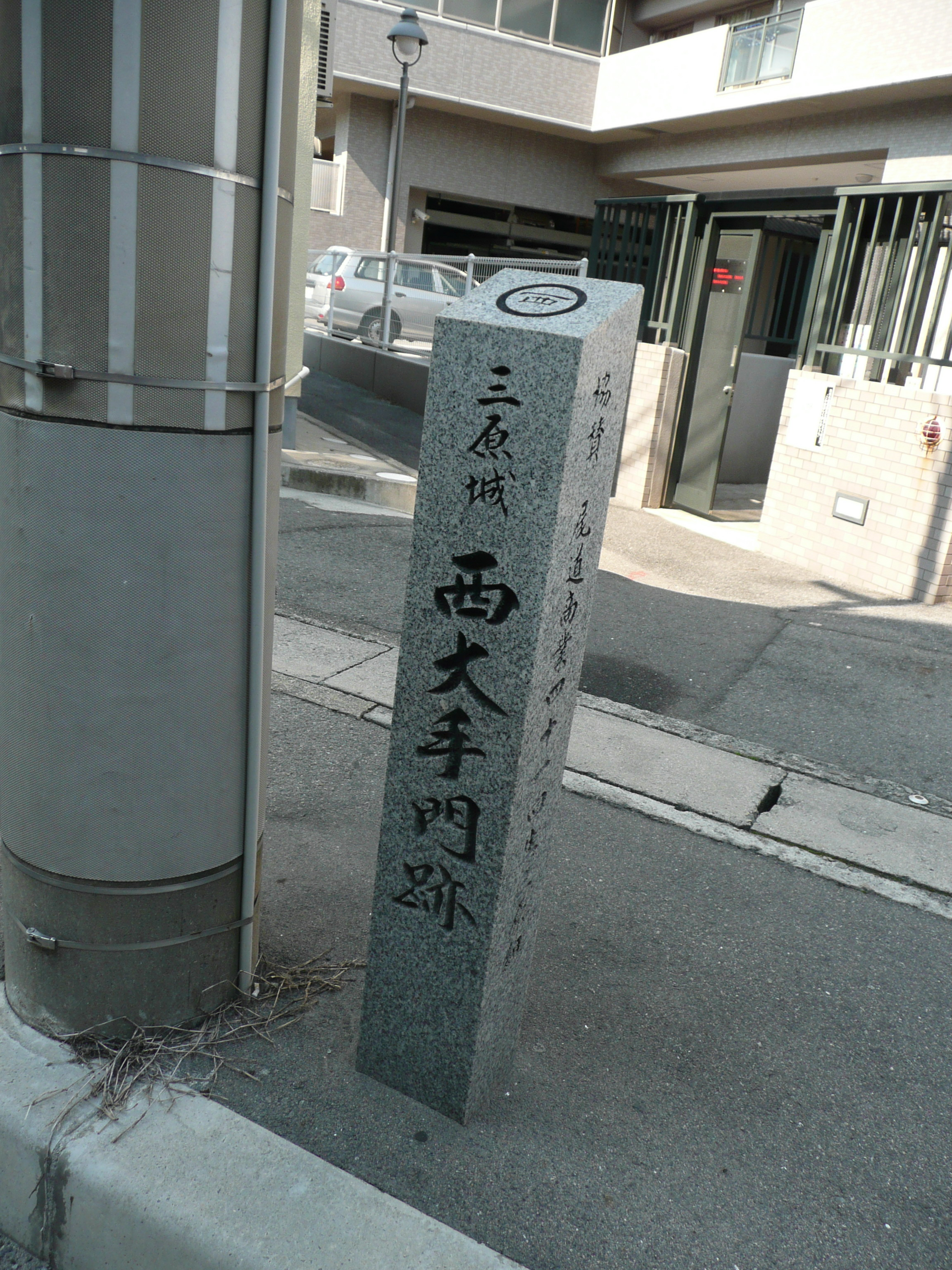
Indicateur à la porte ouest.
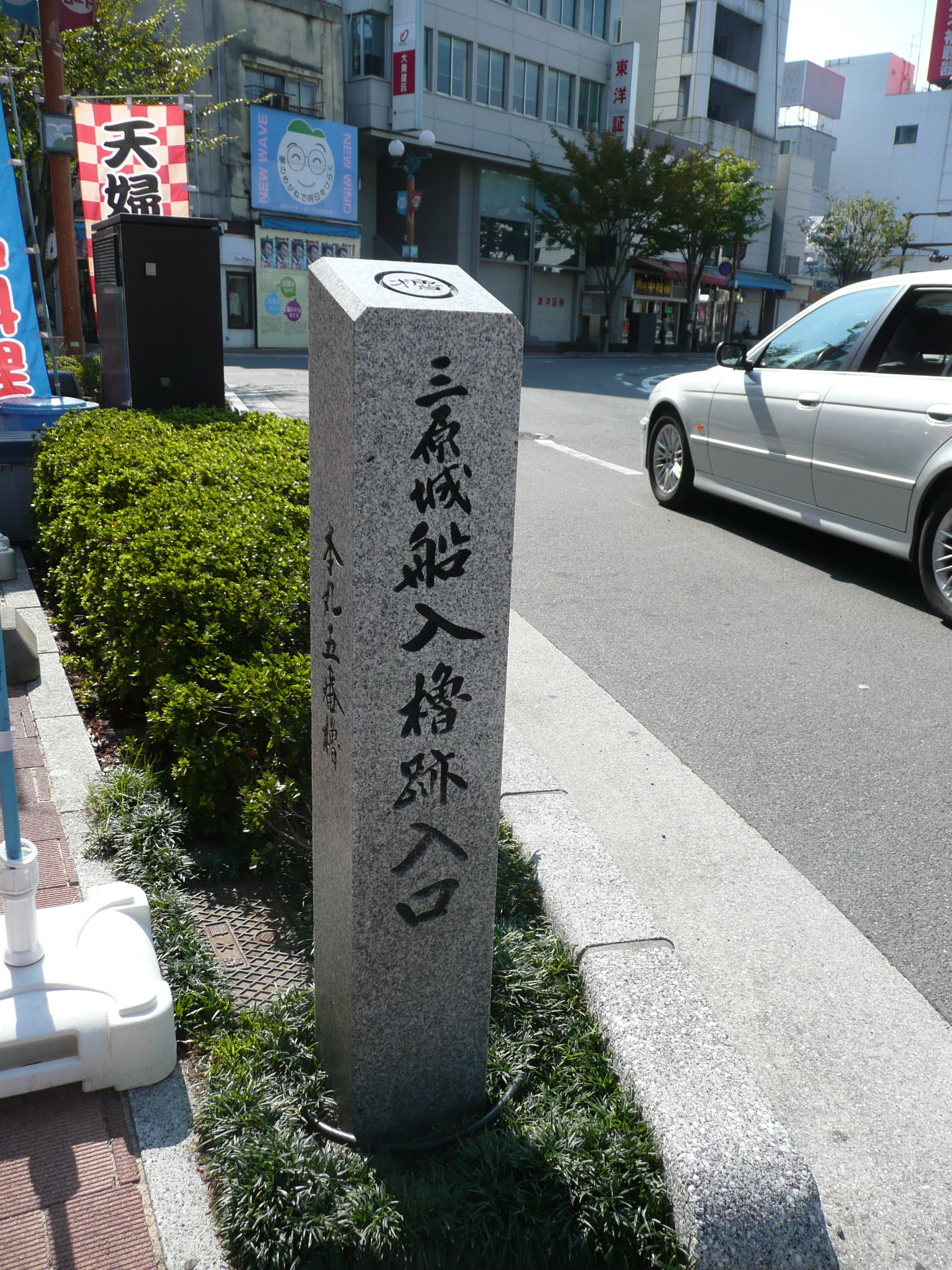
Indicateur au port du château.